# Норвезька бізнес школа BI

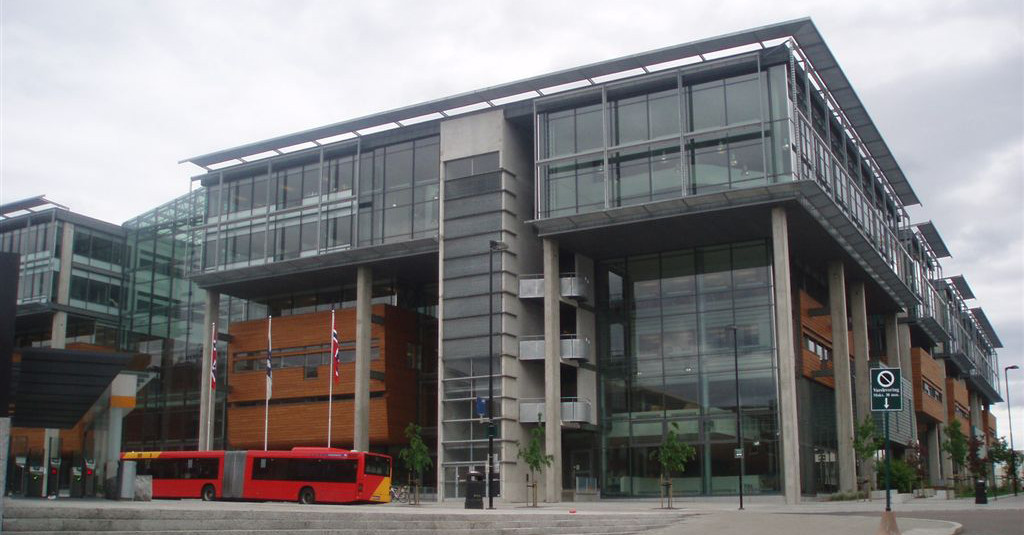
Норвезька бізнес школа BI (кампус в Нюдалені, Осло)

Норвезька бізнес школа BI (англ. BI Norwegian Business School, нюн. Handelshøyskolen BI) — найбільша бізнес-школа в Норвегії та друга за величиною в Європі. Розташована у чотирьох кампусах, головний з яких у передмісті Осло Нюдалені.

## Загальна характеристика
Норвезька бізнес школа BI заснована у 1943 році як Bedriftøkonomisk Institutt (укр. Бізнесово-Економічний Інститут), звідси у назві збереглася абревіатура BI. На даний час у закладі навчаються понад 20000 студентів, навчання яких забезпечують близько 850 працівників, з яких науково-педагогічні працівники складають понад 400 осіб.
BI пропонує широкий вибір бакалаврських, магістерських та докторських програм, а також програм освіти керівного складу та різноманітних індивідуальних програм для бізнесу. Мовами викладання є англійська (для бакалаврів і магістрів ділового адміністрування — ВВА і MBA) та норвезька (більшість бакалаврських програм та програм для місцевого бізнесу). Школа бере участь в програмах обміну з 200 іноземними навчальними закладами в 45 країнах.
Автором проекту комплексу будівель головного кампусу в Нюдалені, відзначеного престижною нагородою Міжнародної Федерації Фахівців Нерухомості FIABCI, є норвезький архітектор Нільс Торп, який також спроектував будівлю нового терміналу головного аеропорту Осло, Гардермуена.

## Історія школи
- 1943 — викладачі Фінн Ейєн (Finn Øien) та Єнс Русеф (Jens Rosef) застували Бізнесово-Економічний Інститут (BI) як компанію з обмеженою відповідальністю, що організувала проведення 3-місячних курсів ділового адміністрування з одним двогодинним вечірнім заняттям щотижня.
- 1944 — до власників компанії долучився Нільс Скотт (Nils Skott).
- 1946 — BI відкриває свою першу денну програму тривалістю два роки: офіс-менеджмент, I і II курс.
- 1947 — випускники BI засновують Асоціацію норвезьких бізнесових організацій (Norwegian Business Organisation Association).
- 1954 — студентам BI дозволено брати позики на навчання в Державному освітньому позиковому фонді (the State Educational Loan Fund).
- 1963 — BI відкриває велику лабораторію мовної підготовки (language laboratory).
- 1964 — BI вперше наймає лекторів на повну зайнятість, а також наймає перших п'ятьох директорів навчальних програм (directors of studies).
- 1967 — BI починає застосовувати електронну обробку даних у часи, коли на всю Норвегію був лише один комп'ютер. Через десять років BI отримає власну електронно-обчислювальну машину IBM.
- 1968 — денна програма розширюється з двох до трьох років. Програма вечірнього навчання отримує назву «програма ділового адміністрування».
- 1969 — BI отримує урядове фінансування своїх денних програм.
- 1969 — BI зареєстровано членом міжнародної студентської організації студентів-економістів (the International student organisation for economics students — AIESEC)
- 1971 — BI починає міжнародну співпрацю з Університетом Вісконсин-Медісон (the University of Wisconsin — Madison), США.
- 1972 — BI стає членом Європейського фонду розвитку менеджменту (EFMD — European Foundation of Management Development)
- 1974 — BI починає партнерську співпрацю з Ревізорською Школою в Осло (Revisorskolen i Oslo) шляхом заснування спільного фонду.
- 1975 — дослідницькі амбіції BI отримали інституційне вираження у формі постійного комітету з досліджень, секретар якого виконував обов'язки за сумісництвом.
- 1977 — президентом BI обрано Герсона Комісара (Gerson Komisar). Фінн Ейєн стає головою ради засновників BI.
- 1979 — BI збільшується і переїжджає до нової будівлі у Берумі (Bærum).
- 1979 — Фінн Ейєн йде на пенсію з посади голови ради засновників.
- 1981 — Джордж Рандерс — новий Президент BI — перший президент, який прийде зовні до системи BI.
- 1983 — перші чотири професора BI нараховуються за результатами академічних оцінок з членами зовнішньої комісії.
- 1984 — BI закінчила угоду з Drammen Bedriftsøkonomiske Høyskole, а замість цього створила місцевий факультет зі 100 студентами.
- 1985 — BI вирішує створити власну національну мережу коледжів. Десять партнерських шкіл або закриті, або включені в мережу BI.
- 1987 — Програми в регіональних коледжах BI розширюються, і тепер можна взяти дворічну програму випускників та додати до трирічної програми випускників бізнес-адміністрування.
- 1988 — BI відкриває нове студентське містечко в Сандвіку.
- 1989 — Президентом BI обраний Пітер Лоренг
- 1990 — початок першої магістерської програми BI: магістр ділового адміністрування та магістр наук.
- 1991 — BI укладає партнерські угоди з близько 20 великими норвезькими компаніями.
- 1992 — BI вступає в партнерство з внутрішніми та міжнародними компаніями.
- 1992 — BI та університет Осло укладають угоду про співпрацю для досліджень та викладання.
- 1992 — BI об'єднується з Norges Markedshøyskole, NILA та Oslo Handelshoyskole. BI також бере на себе Осло Markedsføringshøyskole.
- 1992 — Комісія Gjærum подала рекомендацію щодо державного фінансування програм підготовки магістрів бізнесу та економіки BI.
- 1992 — BI та університет Осло укладають угоду про співпрацю для досліджень та викладання.
- 1993 — Лейф Фроде Онархайм обирається Президентом BI.
- 1993 — Докторська програма створена у співпраці з університетом Осло та Копенгагенською бізнес-школою.
- 1994 — Банківська академія була об'єднана в BI.
- 1995 — Програма магістра управління була офіційно затверджена Міністерством освіти, науки та церковних справ у 1995 році. У Норвегії BI Norwegian Business School має виняткові права на присвоєння ступеню 'Магістр управління'.
- 1995 — Північний центр відкривається в Китаї.
- 1997 — обраний президентом Тьоргер Реве.
- 1998 — BI нагороджується правом надавати власний докторський ступінь.
- 1998 — опікунська комісія BI вирішує, що всі підрозділи повинні використовувати назву BI Norwegian Business School. NMH продовжується як власна торгова марка.
- 1999 — акредитація EQUIS від Європейського фонду розвитку менеджменту.
- 2000 — BI зливається з Norges Varehandelshøyskole (NVH).
- 2000 — BI та Norwegian Shipping Academy зливаються.
- 2000 — BI призначає першого д-ра. економіки Пер Інгвара Олсена за дисертацією 'Трансформаційна економіка — випадок нормативної реформи в електроенергетиці Норвегії'.
- 2000 — Міжнародна школа менеджменту (ISM) стає частиною коледжу BI як науково-дослідна європейська школа управління.
- 2001 — створено навчально-методичну школу BI.
- 2002 — BI об'єднується з Forsikringsakademiet (Страхова академія).
- 2002 — BI вирішує перемістити всі види діяльності BI в районі Осло до нових приміщень в Нюдален (Nydalen).
- 2002 — Першою жінкою-професором BI стає Бенте Р. Ловендаль.
- 2003 — BI відзначила 60 років. Річниця була відзначена вечіркою в мерії Осло.
- 2003 — BI обирає Філіпа Котлера, Майкла Бреннана та Майкла Портера почесними докторами наук.
- 2004 — повторна акредитація EQUIS.
- 2005 — BI переходить у свій новий кампус в Осло, Нюдален.
- 2005 — створена студентська асоціація в Норвезькій бізнес-школі BI в Осло (SBIO).
- 2006 — Том Колбьорнсен обирається Президентом.
- 2006 — BI вирішує ліквідувати кампуси в Ліллестремі, Джйовіку, Вестфолі, Телемарке, Тромсе, Естфольді та Олесуні.
- 2007 — BI навчає членів олімпійського комітету Китаю.
- 2007 — засновник BI, Фінн Ейєн, помер 22 березня.
- 2007 — BI затверджено як члена UNICON.
- 2008 — BI отримує акредитацію як науковий (дослідницький) університет і відтепер пропонує подвійний ступінь.
- 2009 — BI інвестує більше у міжнародні програми EMBA з судноплавства, офшорного бізнесу та фінансів.
- 2010 — акредитація EQUIS від Європейського фонду розвитку менеджменту (EFMD) відновлена.
- 2010 — BI Norwegian Business School — найбільший постачальник онлайн-освіти в Норвегії на рівні університетів.
- 2011 — BI надається нове англійське ім'я (BI Norwegian Business School).
- 2012 — BI та Statoil розпочинають наукову співпрацю.
- 2012 — Мережа QTEM Masters Network була заснована BI як 'членом-засновником'.
- 2012 — BI та Берклі починають наукову співпрацю.
- 2012 — BI Norwegian Business School пропонує вперше стажування як на рівні бакалавра так і магістра.
- 2012 — BI закриває кампуси в Драммені та Крістіансанді.
- 2013 — BI стає найкращою норвезькою школою на щорічному рейтингу Європейської бізнес-школи Financial Times.
- 2013 — BI одержує акредитацію від Асоціації МВА (AMBA).
- 2014 — Інге Ян Ханесанд обирається Президентом.
- 2014 — BI та Збройні сили Норвегії повинають співпрацю над новою магістерською програмою.
- 2015 — BI Norwegian Business School розгортає мережу QTEM Masters Network у співпраці з десятьма міжнародними бізнес-школами.
- 2015 — BI Norwegian Business School відновлює акредитацію EQUIS від Європейського фонду розвитку менеджменту (EFMD).
- 2015 — Вперше студенти BI Finance отримають диплом з використанням терміналу Bloomberg.
- 2015 — Як перший в Норвегії, Кари Біркленд завершує докторську дисертацію з аудиту в юридичній школі BI Norwegian Business School.
- 2016 — BI акредитована за допомогою EFMD Online Certification System (EOCCS).
- 2016 — BI акредитовано з EFMD Online Certification Systems (EOCCS) для онлайнових курсів.
- 2016 — заступник професора та колишній президент BI, Джорген Рандерс, призначений почесним професором у Фудані.
- 2016 — Загалом 32 відсотки топ-лідерів у 200 найбільших компаніях Норвегії навчаються в Норвезькій бізнес школі BI.
- 2016 — BI засновує міжнародну консультативну раду.[7]

## Дослідження
Однією з найбільш відомих програм досліджень, що їх проводить BI, є «Norsk Kundebarometer (NKB)» (укр. Норвезький споживчий барометр), що вивчає відносини між бізнесом та споживачами. Ґрунтуючись на щорічних опитуваннях норвезьких домогосподарств, програма збирає дані, що використовуються для порівняльного аналізу діяльності окремих організацій у сфері бізнесу, галузей економіки, а також тенденцій їх розвитку.

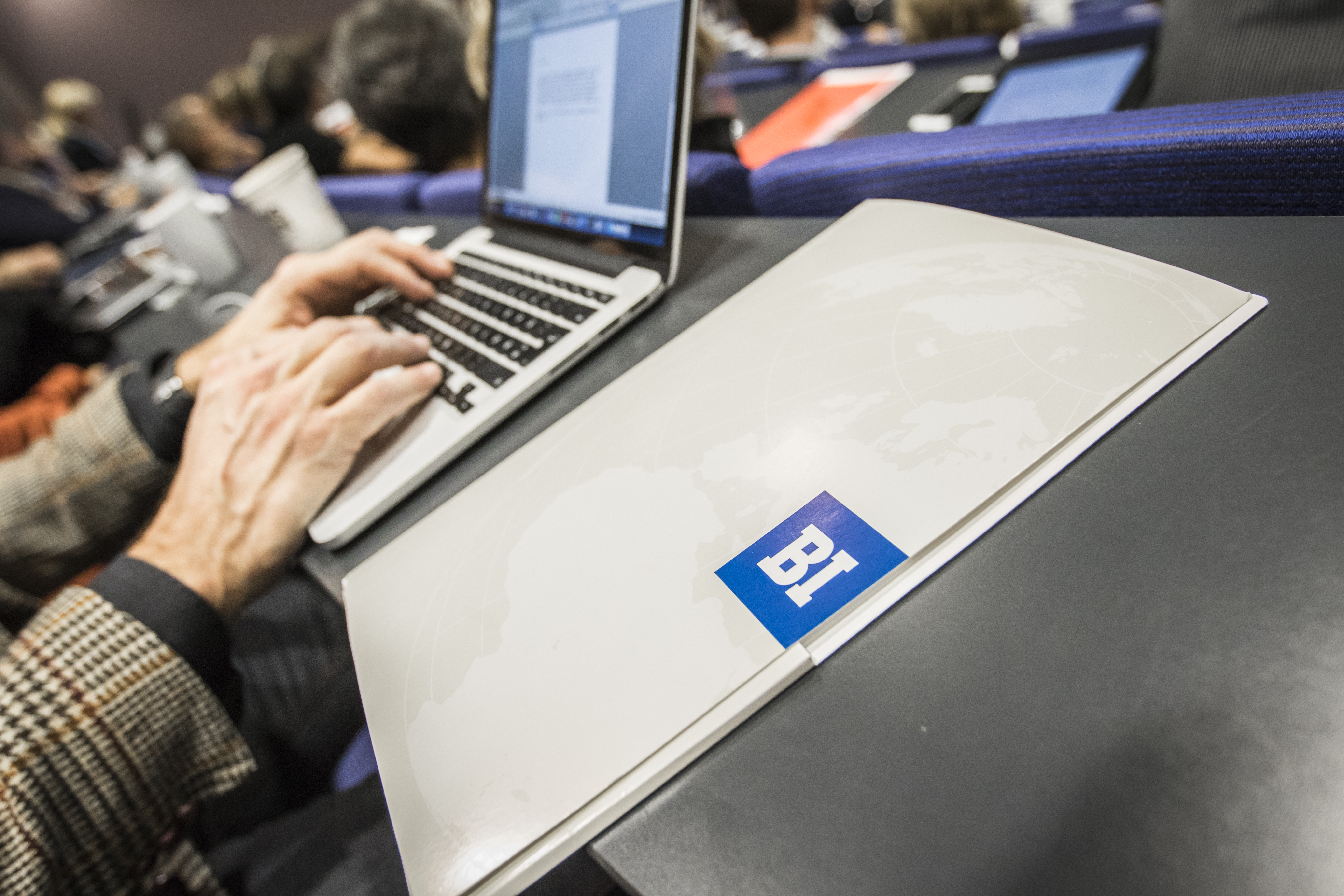
Заняття в BI

## Кампуси в Норвегії
- Головний кампус Норвезької бізнес школи (Осло)
- BI Берген
- BI Ставангер
- BI Тронгейм

## Міжнародна діяльність
BI підготував близько 1700 студентів у Китаї в рамках тісної співпраці з Фуданським університетом в Шанхаї, а також є мажоритарним акціонером литовського Університету менеджменту й економіки ISM (раніше відомого як Міжнародна школа менеджменту) у Вільнюсі і Каунасі, де навчаються близько 1800 студентів.

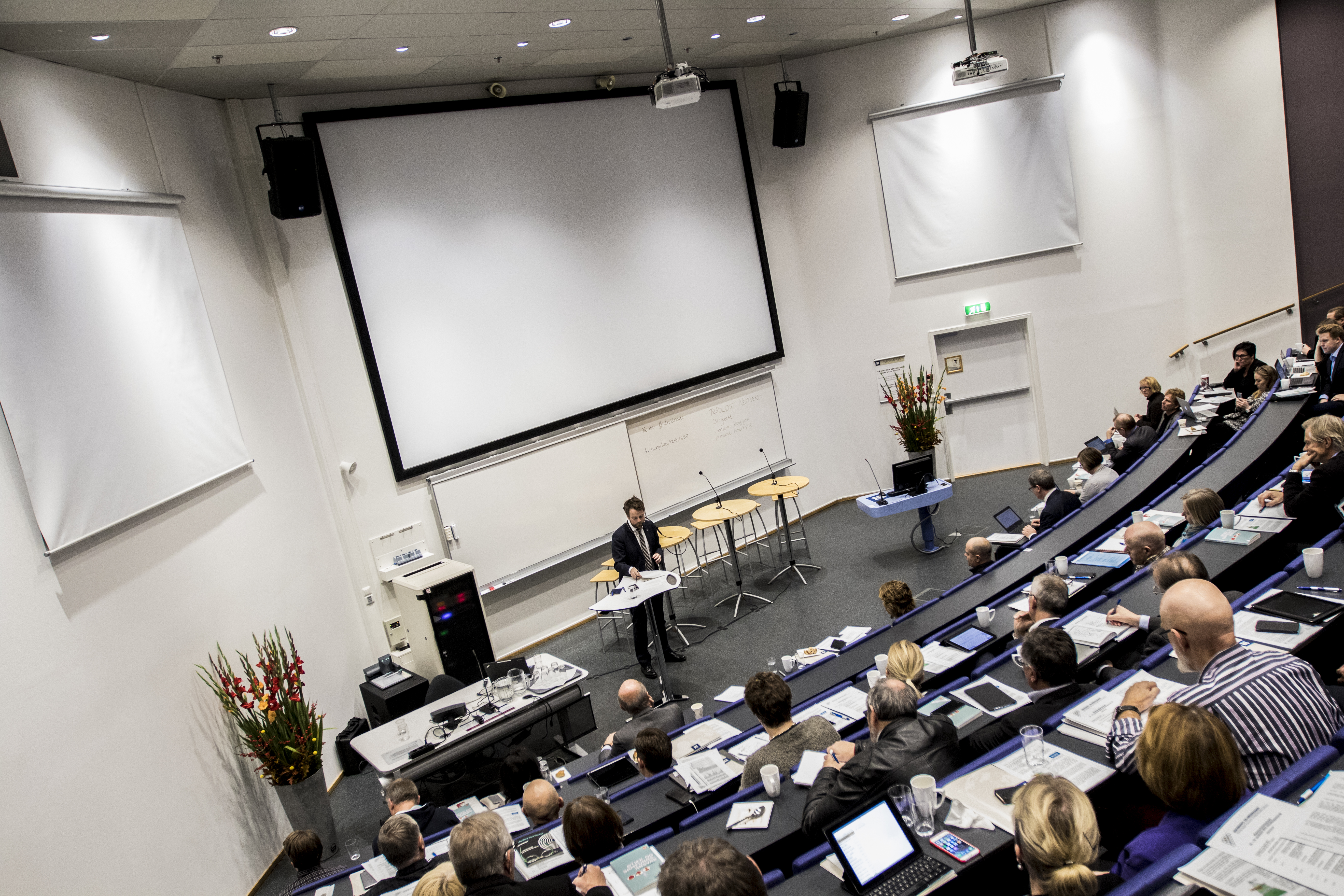
В аудиторії BI

## Програми підготовки
Бакалаврські програми (Усі викладаються норвезькою мовою, за винятком ділового адміністрування), за спеціальностями:
- бухгалтерський облік та аудит
- фінанси
- економіка і менеджмент
- ділове адміністрування (мова викладання англійська)
- ділове адміністрування (мова викладання норвезька)
- управління роздрібною торгівлею
- менеджмент в галузі культури і мистецтва
- нерухомість
- бізнес і підприємництво
- міжнародний маркетинг
- маркетинг
- зв'язки з громадськістю та маркетингова комунікація
- економіка і господарське право

Магістерські програми (навчання проводиться лише в Осло; усі викладаються англійською мовою, за винятком магістра наук (MSc) у галузі професійного бухгалтерського обліку), що готують:
- MSc у галузі фінансів і економіки
- MSc у галузі бізнесу і економіки
- MSc у галузі лідерства й організаційної психології
- MSc у галузі стратегічного управління маркетингом (Strategic Marketing Management)
- MSc у галузі професійного бухгалтерського обліку
- магістр ділового адміністрування для топ-менеджменту (EMBA) — у співпраці з Наньянською бізнес-школою (Наньянського технологічного університету) в Сінгапурі, мадридською IE бізнес-школою[en] в Іспанії та Бізнес-школою імені Волтера Гааса[en] (Університету Каліфорнії (Берклі)) в США

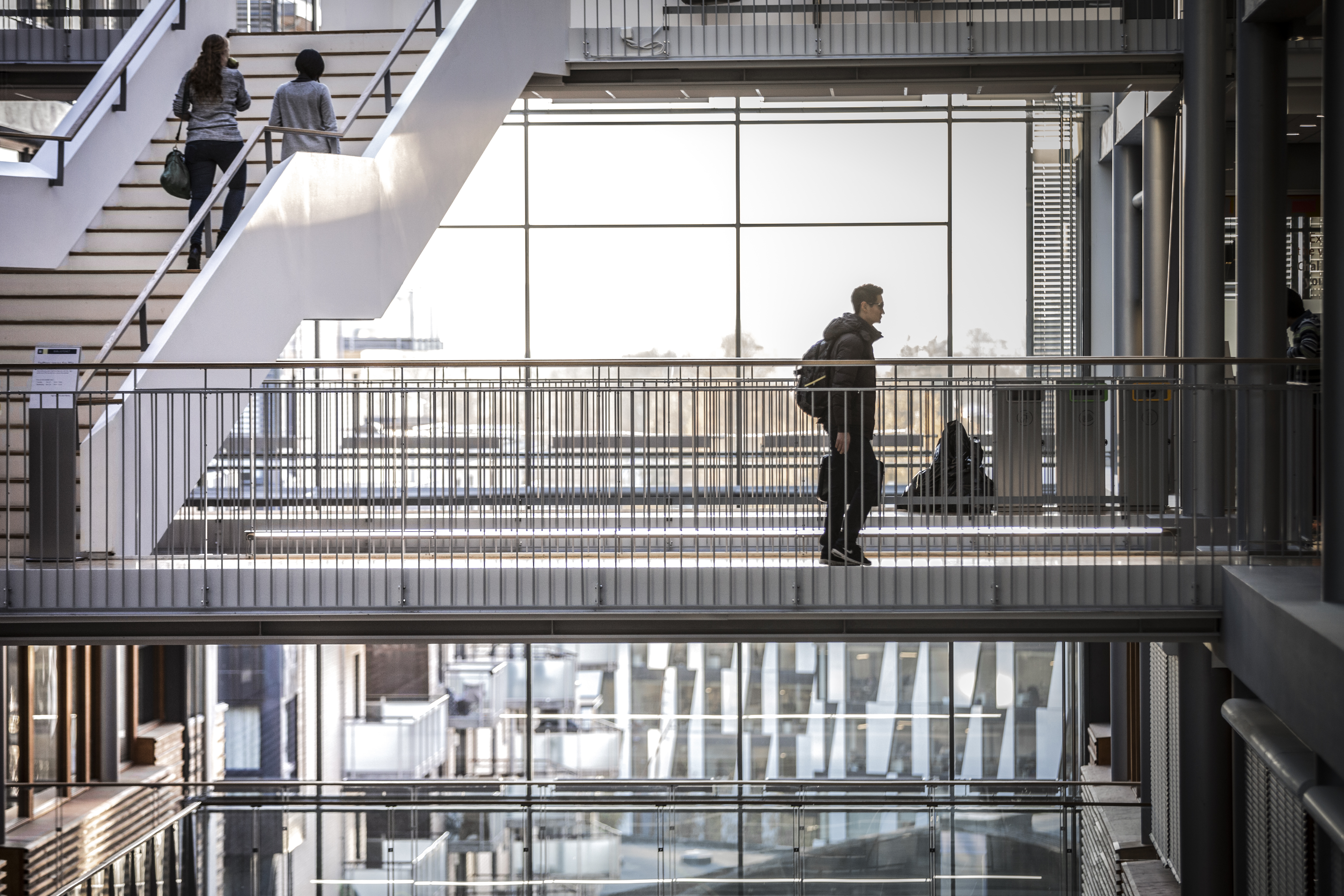
У бібліотеці BI

- EMBA в галузі управління енергетикою — у співпраці з Наньянською бізнес-школою (Наньянського технологічного університету) в Сінгапурі та Школою IFP[en] у Парижі
- EMBA у галузі судноплавства, офшорного бізнесу та фінансів — у співпраці з Наньянською бізнес-школою (Наньянського технологічного університету) в Сінгапурі[12]
- Магістр для топ-менеджменту (Executive Master) в галузі управління енергетикою — у співпраці з Європейською вищою школою комерції в Парижі та Школою IFP[en]
- Частково дистанційна програма MBA у Китаї — у співпраці з Фуданським університетом в Шанхаї

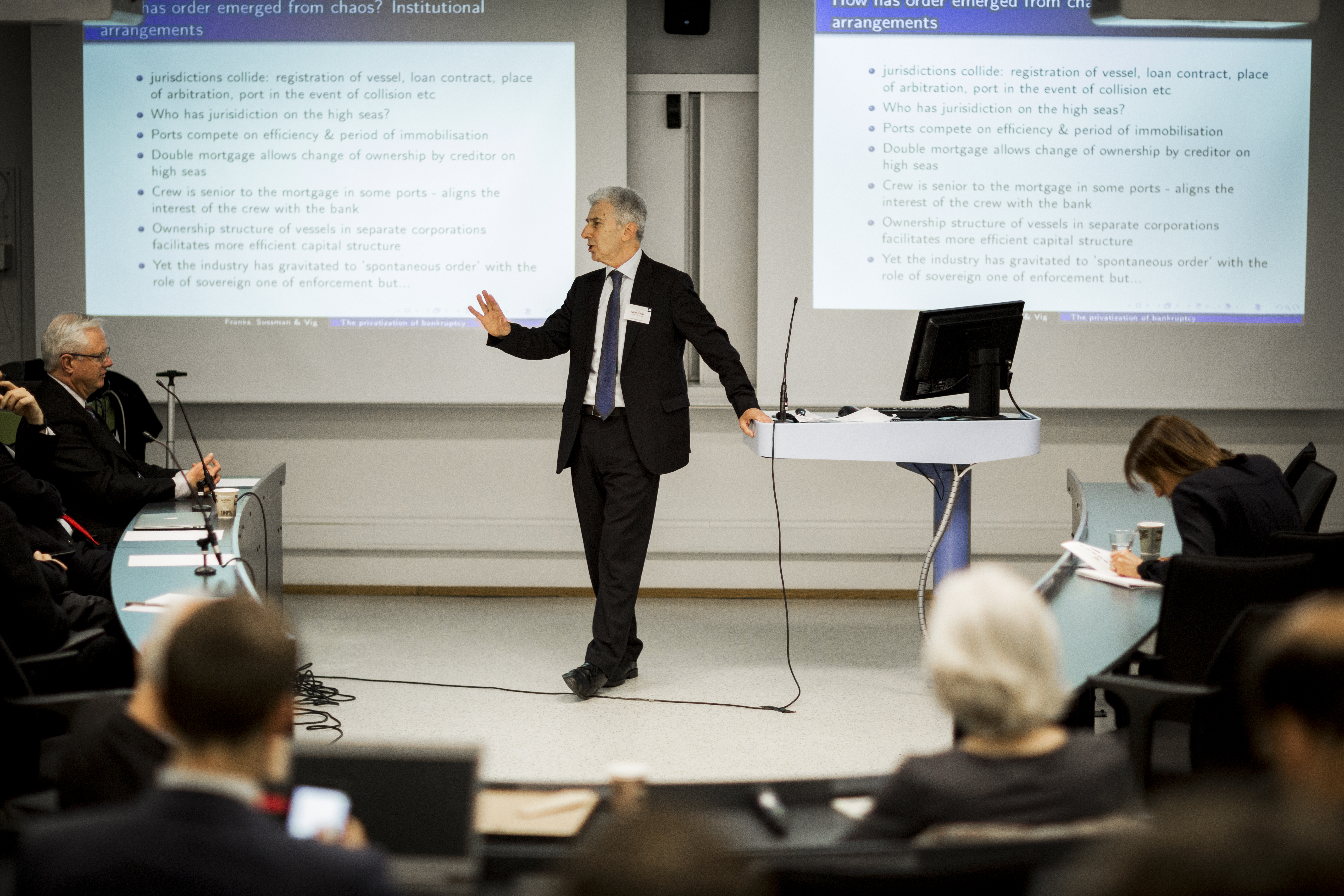
Заняття на магістерській програмі MSc

- Заняття на магістерській програмі MSc Магістерські програми з міжнародного менеджменту, управління комерційними проектами, проектного лідерства
- кілька магістерський програм у галузі менеджменту, зокрема, відносно нова спеціалізація з безпеки і міжкультурного порозуміння, створені у співпраці зі Збройними силами Норвегії.[13]

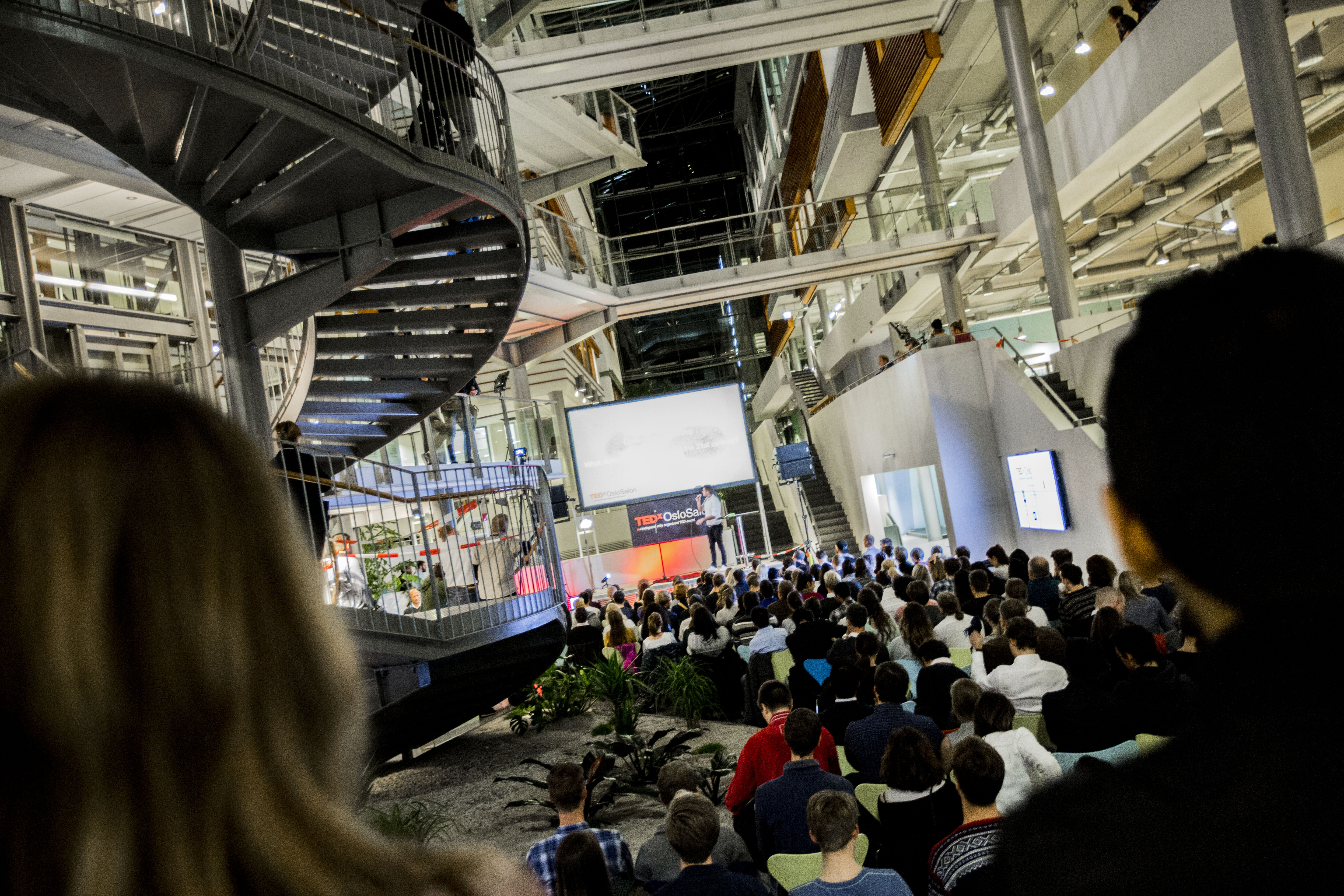
Конференція TED у BI

- Докторські програми (PhD)

## Вартість навчання
Вартість навчання на бакалавраті 4600 американських доларів в семестр.

## Цікаві факти
Серйозна зацікавленість керівництва ВНЗ в міжнародному лідерстві змушує його постійно міняти і вдосконалювати програми навчання. Наприклад, в 2016 р були офіційно впроваджені інноваційні методи викладання. Протягом декількох років революційні методики використовувалися точково, результати фіксувалися і оброблялися. Найбільш ефективні педагогічні нововведення стали невід'ємною частиною навчання.
Бізнес-школа завжди відрізнялася прогресивністю. Коли тільки з'явилися комп'ютери, в навчальних закладах Норвегії їх було тільки два. І один з них — в школі BI.
У фахівців викликає захват новий магістерський курс ділового адміністрування Executive МВА. Вважається, що він не має аналогів в світі, оскільки дає знання про методи ведення бізнесу, його структуру й особливості в різних частинах земної кулі. У програмі вивчається Азія, Європа, Латинська і Північна Америка. Причому національні особливості впізнаються з «перших рук», так як в навчанні задіяні Instituto de Empresa in Madrid (Іспанія), Nanyang Technological University (Сінгапур), University of California at Berkeley (США), École supérieure de commerce de Paris (Франція). Для окремих магістерських програм введені курси по забезпеченню безпеки бізнесу на основі напрацювань Збройних Сил Норвегії.

## Студентські організації
У школі є дві студентські організації, одна з них об'єднує студентів головного кампусу в Осло, а інша — для студентів решти кампусів. Студентська організація в Осло називається «Studentforeningen ved Handelshøyskolen BI i Oslo» (SBIO) (укр. Асоціація мтудентів BI в Осло). Ця спілка була створена 2005 року, після переведення студентів з трьох розрізнених столичних локацій у новозбудований кампус в Нюдалені. Ця спілка об'єднала три попередні спілки, які називалися відповідно Bedriftøkonomisk Studentersamfund (BS), BISON and MØSS. BS була найстарішою спілкою, створеною у 1964 році. Організація для кампусів за межами Осло називається «BI Studentsamfunn» (BIS) (укр. Студентська спільнота BI). Ця організація була створена 7 лютого 1987 року та є сьогодні найбільшою студентською спілкою недержавних навчальних закладів у Норвегії.
Студентська газета називається INSIDE, та має тираж 11,000 примірників.
Чоловічий студентський хор, що називається «UFDA The Choir Boys», був створений 1986 року.

## Рейтинг
У 2016 році BI зайняв 35-те місце у рейтингу європейських бізнес-шкіл за версією видання Financial Times.
У 2009 році BI за рейтингом організації Eduniversal також був 35-м серед найбільш впливових бізнес-шкіл у світі.

## Оцінювання якості й акредитація
BI акредитовано як спеціалізований університетський заклад Норвезькою агенцією забезпечення якості освіти (NOKUT).
Також BI було оцінено недержавними організаціями:
- акредитація в системі EQUIS[en][22] Будівля головного кампусу зсередини

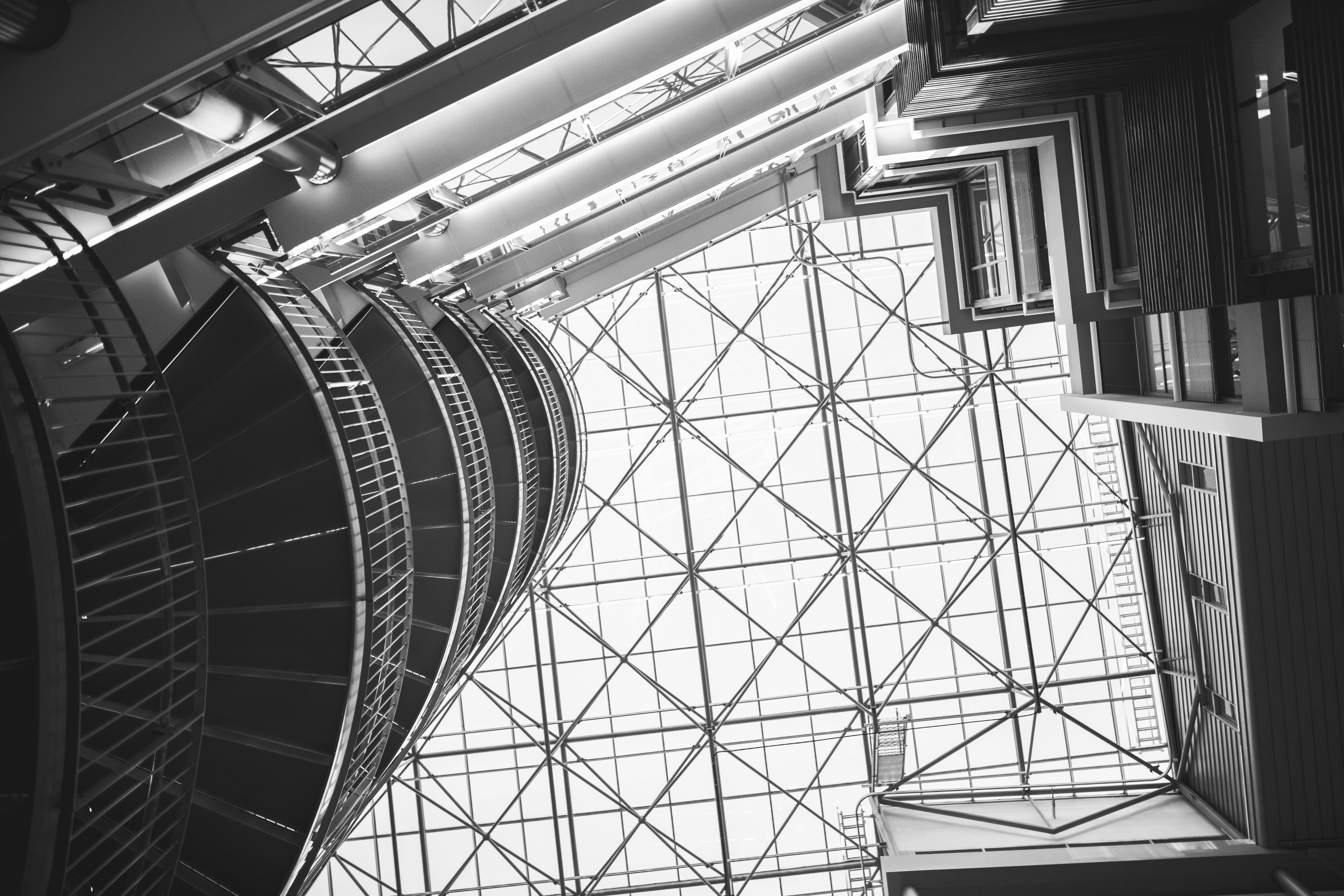
Будівля головного кампусу зсередини

  - BI стала першим норвезьким вищим навчальним закладом, що отримав відзнаку EQUIS (European Quality Improvement System)[23]
- акредитація Асоціацією MBA[en][24]
  - BI також стала першим норвезьким вищим навчальним закладом, що отримав відзнаку Асоціації MBA[25]
- акредитація AACSB[en]
- акредитація NOKUT[en]

## ВІ та Україна
Глобальна спільнота випускників ВI добре представлена в Києві, Україна, а українці-випускники є відмінними послами для зростаючої співпраці у сфері норвезько-українських ділових і суспільних відносин. Зокрема, у рамках такої співпраці, 27 лютого 2018 року у приміщенні Посольства Королівства Норвегія в Києві відбувся прийом для випускників ВІ за участю посла Королівства Норвегія в Україні пана Уле Хорпестада (Ole T. Horpestad) та представниці ВІ, координатора роботи з іноземними студентами пані Крістіне Сюдхаген (Ms. Kristine Sydhagen).